# مشاع 2 غز أباد (غرمسار كرمان)
مشاع 2 غز أباد (بالإنجليزية: Masha-ye 2 Gazabad)‏ هي منطقة سكنية تقع في إيران في قسم غرمسار الریفي.